# Cratere Kayne
Kayne  è un cratere sulla superficie di Marte.